# Władysław Planetorz
Władysław Planetorz (ur. 14 grudnia 1910 w Cisku, zm. 16 lutego 1944 w Kłodzku) – działacz Związku Harcerstwa Polskiego w Niemczech, podharcmistrz.

## Życiorys
Był synem Józefa Planetorza, powstańca śląskiego oraz działacza narodowego na Górnym Śląsku. Po ukończeniu Gimnazjum Polskiego w Bytomiu (1935) podjął studia slawistyczne na uniwersytecie w Królewcu, kontynuowane następnie (od 1937) na Uniwersytecie Wrocławskim. Działał w Związku Akademików Polaków w Niemczech, od 1927 należał do Związku Harcerstwa Polskiego w Niemczech (ZHPwN); był m.in. kierownikiem Wydziału Zuchowego Naczelnictwa ZHPwN, członkiem Naczelnictwa, instruktorem naczelnictwa na Prusy Wschodnie, wreszcie zastępcą naczelnika ZHPwN na Prusy Wschodnie, członek ZAPwN. Współpracował z polską prasą młodzieżową w Niemczech.
W czerwcu 1939 został wydalony z Uniwersytetu Wrocławskiego, a miesiąc później przymusowo wcielony do Wehrmachtu. Zainicjował działanie tajnej organizacji harcerskiej na terenie Bytomia i Strzelec Opolskich. W kwietniu 1941 aresztowany wraz z druhną Jadwigą Kauczor ze Strzelczek, przebywał następnie w obozach w Auschwitz-Birkenau i Mauthausen-Gusen. 24 czerwca 1943 w tzw. procesie wrocławskim skazany na trzy i pół roku więzienia za „przygotowanie zdrady państwa”. 24 czerwca 1943 roku sąd uznał go winnym przygotowań do zdrady stanu i skazał go na trzy lata więzienia. Wyrok odbywał początkowo w więzieniu w Brzegu, gdzie zachorował na gruźlicę. Wkrótce przeniesiono go do więzienia w twierdzy kłodzkiej, gdzie zmarł 16 lutego 1944 roku.
Został pochowany na cmentarzu komunalnym w Kłodzku. W maju 1979 szczątki Władysława Planetorza zostały ekshumowane i pogrzebane na cmentarzu komunalnym na Kuźniczce.